# Кликитат (Вашингтон)
Кликитат (енгл. Klickitat) насељено је место без административног статуса у америчкој савезној држави Вашингтон, у округу Кликитат.  Некада мјесто са пиланом, сада је прије свега град-спаваоница. 

## Географија
Кликитат се налази дуж ријеке Кликитат. Најближи већи град је Голдендејл, 34 km (21 миља) на истоку. Државна рута 142 пролази кроз Кликитат, водећи југозападно (низводно) 5 km (3 миље) до Пит и источно (узводно) на истој удаљености до Вакјакаса. Лајл, дуж ријеке Колумбија, је 21 km (13 миља) на југозападу преко Руте 142. 
Према Бироу за попис становништва Сједињених Држава, Кликитат има укупну површину од 2,4 km2 (0,93 квадратних миља), све то земљиште.

## Демографија

### Попис 2020.
Према пописа из 2020. године, у насељу је било 320 људи, 132 домаћинства, 160 стамбених јединица. Расни састав насеља био је 275 бијелаца, 3 америчких Индијанаца, 2 Азијата, 9 Хиспаноамериканаца или Латиноамериканаца, 9 неких других раса и 32 од двије или више раса. 
Средњи приход за домаћинство у насељу био је 60,893 долара, а средњи приход за породицу био је 61,964 долара. Око 5,7% становништва било је испод границе сиромаштва, укључујући 6,3% оних млађих од 18 година и 7,6% оних старијих од 65 година. 

### Попис 2010.
По попису из пописа из 2010. године године број становника је 362, што је 55 (-13,2%) становника мање него 2000. године.

### Попис 2000.
Од пописа из 2000. године, било је 417 људи, 147 домаћинстава и 110 породица које живе у насељу. Густина насељености била је 62,4 / km2 (161,9 људи по квадратној миљи). Било је 173 стамбених јединица у просјечној густини од 25.9 / km2 (67.2 / ск ми). Расни састав насеља био је 92,33% бијелаца, 0,24% Афроамериканаца, 3,60% Индијанаца, 0,96% Азијата и 2,88% из двије или више раса. Хиспаноамериканци или Латиноамериканци било које расе били су 2,64% становништва. 
Било је 147 домаћинстава, од којих је 43,5% имало дјецу млађу од 18 година која су живела са њима,58,5% су били брачни парови који живе заједно, 10,2% је имало женског домаћина без мужа, а 24,5% су биле не-породице. 21,1 % свих домаћинстава чинили су појединци, а 5,4% је имало некога ко живи сам и који је био старији од 65 година. Просјечна величина домаћинства била је 2,84, а просјечна величина породице 3,28. 
У насељу, становништво је било распрострањено, са 35,5% млађим од 18 година, 7,7% од 18 до 24, 26,4% од 25 до 44, 20,6% од 45 до 64 године и 9,8% који су били старији од 65 година. Средња старост била је 30 година. На сваких 100 жена, било је 84,5 мушкараца. На сваких 100 жена старости 18 и више, било је 94.9 мушкараца. 
Средњи приход за домаћинство у насељу био је 28,750 долара, а средњи приход за породицу био је 29,688 долара. Мушкарци су имали средњи приход од $ 30,500 у односу на $ 16,250 за жене. Приход по глави становника за насеље износио је 11,717 долара. Око 27,8% породица и 29,7% становништва било је испод границе сиромаштва, укључујући 32,5% оних млађих од 18 година и 11,5% оних старијих од 65 година. 
| Група             | 2000.       | 2010.       |
| Белци             | 375 (89,9%) | 330 (91,2%) |
| Афроамериканци    | 1 (0,2%)    | 2 (0,6%)    |
| Азијати           | 4 (1,0%)    | 0 (0,0%)    |
| Хиспаноамериканци | 11 (2,6%)   | 11 (3,0%)   |
| Укупно            | 417         | 362         |

## Историја
Локација мјеста је првобитно назван "Рајтс" по једном од првобитних досељеника. То је било име дато жељезничкој станици. Жељезничка станица низ ријеку на миљи 7.2 названа је "Кликитат", након што су људи Кликитат и жељезница касније заменили два знака када је компанија Кликитат Поп за производњу газираних пића (ради у близини града) стекла славу. Дана 7. фебруара 1910. године, име градске поште је званично промјењено у "Кликитат".
Први не-домаћи досељеници стигли су 1890. године тражећи земљу за домаћинство. Обиље дрвета привукло је друге досељенике током раних 1900-их. Путовање кроз кањон Кликитат и до платоа је било напорно до завршетка жељезничке пруге у 1903. години.[4, p. 47] Жељезничка пруга олакшала је путовање и олакшала превоз људи, усјева, стоке и дрвета. Млин за дрва је био примарни послодавац у граду, са првим великим млином формираним 1909. године, до 1994. године када је млин био трајно затворен. Природно газирани минерални извор Кликитат источно од града довео је до здравствених бања, газираних пића компаније, и велики суви лед постројење које је радило до 1957. године.

## Рекреација
Подручје које окружује насеље Кликитат и ријека која дијели своје име познати су по сезонском лову и риболову. Током љета, популарне активности на ријеци Кликитат укључују рекреативну пловидбу, вожњу кајаком и рафтинг. Стазе и путељци пружају могућности за сликовите шетње. Кликитат трејл која је дуга 50 км (31 миља) је на траси бивших жељезничких пруга, сада бициклистичка и планинарска стаза. Стаза прати ријеку Кликитат сјеверно од ријеке Колумбије поред мјеста Кликитат. State Route 142 пружа сликовиту вожњу кроз кањон. Двије миље источно од мјеста су рушевине фабрике сувог леда са једном преосталом зградом. Ово мјесто је сада јавни камп.